# Браддівілл (Айова)
Браддівілл (англ. Braddyville) — місто (англ. city) в США, в окрузі Пейдж штату Айова. Населення — 147 осіб (2020).

## Географія
Браддівілл розташований за координатами 40°34′50″ пн. ш. 95°1′52″ зх. д. / 40.58056° пн. ш. 95.03111° зх. д. (40.580631, -95.031186).  За даними Бюро перепису населення США в 2010 році місто мало площу 1,37 км², уся площа — суходіл.

## Демографія
Згідно з переписом 2010 року, у місті мешкало 159 осіб у 75 домогосподарствах у складі 45 родин. Густота населення становила 116 осіб/км².  Було 82 помешкання (60/км²).
Расовий склад населення:
| - 98,1 % — білих |

До двох чи більше рас належало 1,9 %. Частка іспаномовних становила 2,5 % від усіх жителів.
За віковим діапазоном населення розподілялося таким чином: 19,5 % — особи молодші 18 років, 58,5 % — особи у віці 18—64 років, 22,0 % — особи у віці 65 років та старші. Медіана віку мешканця становила 50,5 року. На 100 осіб жіночої статі у місті припадало 123,9 чоловіків;  на 100 жінок у віці від 18 років та старших — 106,5 чоловіків також старших 18 років.
Середній дохід на одне домашнє господарство  становив 46 689 доларів США (медіана — 50 500), а середній дохід на одну сім'ю — 51 074 долари (медіана — 51 667). За межею бідності перебувало 12,3 % осіб, у тому числі 10,0 % дітей у віці до 18 років та 13,9 % осіб у віці 65 років та старших.
Цивільне працевлаштоване населення становило 87 осіб. Основні галузі зайнятості: виробництво — 18,4 %, освіта, охорона здоров'я та соціальна допомога — 17,2 %, роздрібна торгівля — 12,6 %, оптова торгівля — 10,3 %.